# شهرستان چنگکوو
شهرستان چنگکوو (به چینی: 城口县، به پین‌یین: Chéngkǒu Xiàn) یک شهرستان تابع شهر چونگ‌چینگ، در جمهوری خلق چین است. شهرستان چنگکوو ۳٬۲۸۶ کیلومتر مربع مساحت و ۱۹۳٬۰۰۰ نفر جمعیت دارد.
تا پیش از سال ۱۹۹۲ میلادی، شهرستان چنگکوو تابع ولایت وان‌شیان در استان سیچوان بود.
در دسامبر سال ۱۹۹۲، ولایت وان‌شیان به شهر در سطح ولایت وان‌شیان ارتقاء یافت. شهرستان چنگکوو تابع شهر وان (وان‌شیان) قرار گرفت.
در دسامبر ۱۹۹۷، «شهر در سطح ولایت وان‌شیان» منحل شد مناطق و شهرستان‌های تابع آن، منجمله شهرستان چنگکوو به شهر جدید التاسیس در سطح استان چونگ‌چینگ پیوستند.